# Katsuhisa Inamori
Katsuhisa Inamori (født 8. marts 1994) er en japansk fodboldspiller.